# Јелена Гатилузио
Јелена Гатилузио (умрла после 1405) је била српска деспотица, супруга Стефана Лазаревића.

## Биографија
Јелена је припадала грчкој породици Гатилузио чији је оснивач њен деда, Франческо I Гатилузио (1355-1384). Била је ћерка Франческа II Гатилузија, владара Лезбоса (1384-1404). О Јелениној мајци говори само један податак из Житија Стефана Лазаревића од Константина Филозофа, писаног око 1431. године. Константин Филозоф каже да је Јелена преко своје мајке била нећака византијског цара Манојла II Палеолога. Ближи подаци о њеном идентитету нису познати. Поред Јелене, Франческо је имао још петоро деце. Једна од њих била је и Ирина (Евгеније) Палеолог, супруга Јована VII (савладара 1376-1390, цара 1390. и регента 1390-1403). Јелена се у изворима помиње септембра 1405. године када је склопљен брак са српским деспотом. Овај брак уговорен је приликом Стефанове последње посете Цариграду. Захваљујући браку са Јеленом, Стефан се ородио са византијском династијом Палеолог што му је омогућило да понесе титулу деспота. Тако је српска држава постала Деспотовина. Титула деспота је у Византијском царству била највиша после царске, а додељивала се само ближим царевим или царичиним сродницима. Јелена се не помиње након 1405. године. Није приказана ни на ктиторским композицијама Стефанових задужбина. Српски деспот увек је насликан сам. Стефан и Јелена нису имали деце те је за наследника српски деспот одредио Ђурђа Бранковића.

## У литератури
Године 2024. објављен је роман Змајева жена, ауторке Ане Атанасковић који доноси причу о Јелени Гатилузио, супрузи деспота Стефана Лазаревића, слободоумној, храброј жени, ћерки господара Лезбоса.